# Karel Knechtl
Karel Knechtl (1949 nebo 1950 – 23. prosince 2001 Praha) byl český herec, hudebník, hudební producent a editor. Vystudoval herectví na DAMU (1968–1973), poté čtyři sezony hrál v Jihočeském divadle v Českých Budějovicích; v 80. letech pak v Divadle Vítězného února v Hradci Králové. Působil jako zpěvák a klavírista v bluesrockových skupinách Exit a Yatchmen. Po roce 1989 editorsky pracoval na množství reedic českých hudebních alb.